# Tjeknalis (Jokkmokks socken, Lappland, 737157-170412)
Tjeknalis är en sjö i Jokkmokks kommun i Lappland och ingår i Luleälvens huvudavrinningsområde. Sjön har en area på 0,126 kvadratkilometer och ligger 204,2 meter över havet.

## Delavrinningsområde
Tjeknalis ingår i det delavrinningsområde (736957-170544) som SMHI kallar för Ovan 736683-171348. Medelhöjden är 241 meter över havet och ytan är 49,22 kvadratkilometer. Räknas de 14 avrinningsområdena uppströms in blir den ackumulerade arean 218,25 kvadratkilometer. Görjeån som avvattnar avrinningsområdet har biflödesordning 2, vilket innebär att vattnet flödar genom totalt 2 vattendrag innan det når havet efter 134 kilometer. Avrinningsområdet består mestadels av skog (62 procent) och sankmarker (29 procent). Avrinningsområdet har 0,55 kvadratkilometer vattenytor vilket ger det en sjöprocent på 1,1 procent.